# Emilio Izaguirre
Emilio Arturo Izaguirre Girón (ur. 1 maja 1986 w Tegucigalpie) – piłkarz honduraski, występujący na pozycji lewego obrońcy. 111-krotny reprezentant Hondurasu.

## Kariera klubowa
Izaguirre jest wychowankiem klubu Motagua Tegucigalpa, wywodzącego się ze stolicy kraju. W 2004 roku zadebiutował w jego barwach w pierwszej lidze Hondurasu. Od czasu debiutu jest podstawowym zawodnikiem zespołu. W 2006 roku wywalczył wraz z Motaguą mistrzostwo fazy Apertura. W czerwcu 2008 przebywał przez 17 dni na testach w angielskim zespole Wigan Athletic, jednak nie otrzymał pozwolenia na pracę w Wielkiej Brytanii, gdyż nie rozegrał wystarczającej liczby meczów w drużynie narodowej.
18 sierpnia podpisał czteroletni kontrakt z Celtikiem. W 2019 roku, po 8. latach gry w Celticu, powrócił do Motagui.

## Kariera reprezentacyjna
W reprezentacji Hondurasu Izaguirre zadebiutował w 2007 roku w wygranym 4:2 meczu z Jamajką. W czerwcu tamtego roku zdobył pierwszego gola w kadrze narodowej, w spotkaniu z Trynidadem i Tobago. W 2007 roku wystąpił w Złotym Pucharze CONCACAF. W 2010 roku został powołany do 23-osobowej kadry na Mistrzostwa Świata w RPA.
W 2005 roku Izaguirre wraz z reprezentacją U-20 wystąpił na Mistrzostwa Światach U-20 w Holandii.